# 1436
1436 (MCDXXXVI) var ett skottår som började en söndag i den julianska kalendern.

## Händelser

### Januari
- 11 januari – Kung Erik av Pommern uppsägs åter tro och lydnad av det svenska riksrådet.

### Februari
- Februari
  - Stockholm intas och slottet belägras av Engelbrekt Engelbrektssons upprorshär.
  - Stormännen utser marsken Karl Knutsson (Bonde) till hövitsman. Allmogen vill dock ha kvar Engelbrekt i ämbetet varför de båda delar på makten.

### Mars
- Mars – Engelbrekt fördriver de danska fogdarna utmed Sveriges östkust.
- Vårvintern
  - Engelbrekts uppror vinner slaget vid Sillebro.
  - Engelbrekts uppror erövrar Blekinge och Halland, men hären stoppas vid Rönne å i Skåne.

### April
- April – Engelbrekt återvänder till Örebro slott på grund av sjukdom.

### Maj
- 1 maj – Riksrådets privilegiebrev utfärdas i Stockholm, vilket brukar räknas som inledningen på stadens roll som Sveriges huvudstad.
- 4 maj – Engelbrekt mördas av Måns Bengtsson (Natt och Dag).

### Juni
- 3 juni – Stillestånd sluts mellan kung Erik och det svenska rådet i Vadstena.

### September
- 1 september – Stillestånd sluts mellan kung Erik och det svenska rådet i Kalmar, varvid Engelbrektsupproret tar slut. Vid detta möte erkänns Erik åter som kung av Sverige, men måste följa landslagen och får ej insätta utlänningar på slotten samt ge upp sin familjs arvsrätt till kronan.

### Oktober
- Oktober – Vid ett möte i Söderköping förstärker Karl Knutsson kraftigt sin ställning, genom att man utför Kalmarmötets bestämmelser utan att kungen är närvarande.
- 3 oktober–november – Milano ockuperar Monaco. [1]

### December
- December – Den så kallade Pukefejden, ledd av Erik Puke och riktad mot Karl Knutsson, utbryter. Ungefär samtidigt utbryter ett uppror i Östergötland.

## Födda
- 6 juni – Johannes Müller (även känd som Regiomontanus), tysk matematiker och astronom.

## Avlidna
- 4 maj – Engelbrekt Engelbrektsson, svensk upprorsledare och rikshövitsman (mördad).[2]
- 9 december – Jösse Eriksson, dansk fogde och väpnare, avrättad.
- Peder Lykke (Bille), dansk ärkebiskop sedan 1418.
- Dorotea Bucca, professor i medicin och filosofi vid Bologna universitet.
- Johanna I av Auvergne, fransk vasall.

### Fotnoter
1. ↑  World Statesmen (läst 7 april 2011)
2. ↑  Det hände i dag